# In the Palace Festival international du court métrage
Vous pouvez aider à l'améliorer ou bien discuter des problèmes sur sa page de discussion.
- Il ne cite pas suffisamment ses sources. Vous pouvez indiquer les passages à sourcer avec {{référence nécessaire}} ou {{Référence souhaitée}}, et inclure les références utiles en les liant aux notes de bas de page. (Marqué depuis juin 2017)
- La traduction est incomplète. (Marqué depuis février 2018)

- Archive Wikiwix
- Bing
- Cairn
- DuckDuckGo
- E. Universalis
- Gallica
- Google
- G. Books
- G. News
- G. Scholar
- Persée
- Qwant
- (zh) Baidu
- (ru) Yandex
- (wd) trouver des œuvres sur Wikidata

 In the Palace Le Festival international du court métrage (bulgare : Международен фестивал на късометражно кино В ДВОРЕЦА) est un festival de cinéma en Europe, présentant des films de tous les genres et styles mais qui ne doivent pas dépasser 27 minutes. 
La première édition du Festival a eu lieu à Velingrad, en 2003. Après la 14e édition, le festival s'est déroulé à Sofia (décembre 2016), Veliko Tarnovo (avril-mai 2017), Varna (mai-juin 2017) puis Baltchik (juin-juillet 2017).
L'objectif principal du Festival est de présenter et de contribuer au développement du cinéma et de l'art contemporaine en Bulgarie, en Europe et dans le monde.

## Pédagogues
| Année                             | Film                                                | Réalisé par | Pays     | Récompense                             |
| --------------------------------- | --------------------------------------------------- | --- | -------- | -------------------------------------- |
| 2025                              | THE EGGREGORE'S THEORY                              | Andrea Gatopoulos                                                                                                 | IT       | Best Fiction                           |
| 2025                              | JAR OF TIME                                         | Nevena Semova | BG       | Best Documentary                       |
| 2025                              | Father’s Letters                                    | Alexey Evstigneev                                                                                                 | FR       | Best Animation                         |
| 2025                              | THE DAY SHE WILL BE BORN                            | Emil Spahiyski | BG       | Best National                          |
| 2025                              | Humana Corpus                                       | Coraline Zorea | FR       | Best Experimental                      |
| 2025                              | GRANNY MUST DIE                                     | Yi-Jung Chen | TW       | Best Full-length                       |
| 2025                              | KOKA                                                | Aliaksandr Tsymbaliuk                                                                                             | PL       | Best Mid-length                        |
| 2025                              | MAJINI                                              | Joshua Neubert, Victor Muhagachi                                                                                  | DE       | Best Student Fiction                   |
| 2025                              | Placekeepers                                        | Robert B Hope | GE/USA   | Best Student Documentary               |
| 2025                              | BRAIDED                                             | Chenxi Zhang | USA      | Best Student Animation                 |
| 2025                              | A TOI LES OREILLES                                  | Alexandre Isabelle                                                                                                | CA       | Special Mention in Fiction             |
| 2025                              | UNDER THE SHADY OAK                                 | Hossein Allahyari                                                                                                 | IR       | Special Mention in Fiction             |
| 2025                              | BLOODLINE                                           | Wojciech Węglarz                                                                                                  | PL       | Special Mention in Documentary         |
| 2025                              | LARVAL                                              | Alice Bloomfield                                                                                                  | UK       | Special Mention in Animation           |
| 2025                              | BALCONADA                                           | Iva Tokmakchieva                                                                                                  | BG/FR    | Special Mention in Animation           |
| 2025                              | MY MOTHER IS A COW                                  | Moara Passoni | BR       | Special Mention in Student Fiction     |
| 2025                              | THE RIVER                                           | Elise Levy | FR       | Special Mention in Student Fiction     |
| 2025                              | TORN                                                | Simone Hart, Jón H. Geirfinnsson                                                                                  | AT       | Special Mention in Student Documentary |
| 2024                              | Things Unheard Of                                   | Ramazan Kiliç | TR       | Best Fiction                           |
| 2024                              | Savage                                              | Léonore Mercier                                                                                                   | FR       | Best Documentary                       |
| 2024                              | Duck                                                | Elie Chapius | CH/BE    | Best Animation                         |
| 2024                              | Two Times Two                                       | Andrey Paounov | BG/DE    | Best National                          |
| 2024                              | WAVEWIDTH                                           | Ethann Néon | BE       | Best Experimental                      |
| 2024                              | LIZA, GO ON!                                        | Nana Janelidze | BG/GE    | Best Full-length                       |
| 2024                              | SYNCOPE                                             | Linus von Stumberg                                                                                                | CH       | Best Student Fiction                   |
| 2024                              | Modern Masturbation Allegory                        | Xinyi Li | UK       | Best Student Documentary               |
| 2024                              | Such Miracles Do Happen                             | Barbara Rupik | PL       | Best Student Animation                 |
| 2024                              | FAMILY PORTRAIT OF THE BLACK EARTH                  | Ivan Popov - Zaeka                                                                                                | BG       | Special Mention in National            |
| 2024                              | Alarms                                              | Nicolas Panay | FR       | Special Mention in Fiction             |
| 2024                              | ANQUE ES SE NOCHE                                   | Guillermo García López                                                                                            | ES/FR    | Special Mention in Fiction             |
| 2024                              | Coal                                                | Saman Lotfian | IRN      | Special Mention in Fiction             |
| 2024                              | Summertime                                          | Sara Scalera | IT       | Special Mention in Fiction             |
| 2024                              | Taste Life                                          | Léo-Antonin Lutinier                                                                                              | FR       | Special Mention in Fiction             |
| 2024                              | Knin-Zadar                                          | Melita Vrsaljko                                                                                                   | HR       | Special Mention in Documentary         |
| 2024                              | Salute To The Sun                                   | Darko Masnec | HR       | Special Mention in Animation           |
| 2024                              | DRIJF                                               | Levi Stoops | BE       | Special Mention in Animation           |
| 2024                              | Crust                                               | Jens Kevin Georg                                                                                                  | DE       | Special Mention in Student Fiction     |
| 2024                              | Carry On Painting                                   | Jan-Oke Jens | DE       | Special Mention in Student Documentary |
| 2024                              | DODO                                                | Yi Luo | DE       | Special Mention in Student Animation   |
| 2023                              | Lou's Neighbour                                     | Victoria Lafaurie, Hector Albouker                                                                                | FR       | Best Fiction                           |
| 2023                              | Black Wagon                                         | Adilet Karzhoev                                                                                                   | KGZ      | Best Documentary                       |
| 2023                              | The Business of Pleasure                            | Goce Cvetanovski                                                                                                  | MK       | Best Full-Length                       |
| 2023                              | Dog - Apartment                                     | Priit Tender | EST      | Best Animation                         |
| 2023                              | Crack of dawn                                       | Anna Llargués | ES       | Best Student Fiction                   |
| 2023                              | Town Hall Square                                    | Christian Kaufmann                                                                                                | DE       | Best Student Animation                 |
| 2023                              | Familiar Stranger                                   | Sara Furrer, Fabian Lütolf                                                                                        | CH       | Best Student Documentary               |
| 2023                              | Dear Passengers                                     | Madli Lääne | EST      | Best National                          |
| 2023                              | How to Bury a Dragon                                | Martin Markov | BG       | Best Experimental                      |
| 2022                              | My eyes                                             | Tommaso Acquarone                                                                                                 | IT       | Best Fiction                           |
| 2022                              | Holy Slut                                           | Fred Mascaras | FR       | Best Documentary                       |
| 2022                              | LOOP                                                | Pablo Polledri | ARG      | Best Animation                         |
| 2022                              | Rootless                                            | Stefani Doychinova                                                                                                | BG       | Best National                          |
| 2022                              | Wall Piano                                          | Asma Ghanem Christopher Marianetti Alexia Webster                                                                 | PS       | Best Experimental                      |
| 2022                              | Living All of Life                                  | Marlén Ríos-Farjat                                                                                                | MEX      | Best Student Fiction                   |
| 2022                              | Other Half                                          | Lina Kalcheva | UK       | Best Student Animation                 |
| 2021                              | Black Hole                                          | Tristan Aymon | CH       | Best Fiction                           |
| 2021                              | Mutha & The Death of Ham-Ma-Fuku                    | Daniel Suberviola                                                                                                 | ES       | Best Documentary                       |
| 2021                              | Boxballet                                           | Anton Dyakov | RU       | Best Animation                         |
| 2021                              | Good Night, Lily                                    | Peter Vulchev | BG       | Best National                          |
| 2021                              | The Night Shatters my Shadows                       | Luis Esguerra Cifuentes                                                                                           | COL      | Best Experimental                      |
| 2021                              | ONDINE                                              | Tomasz Sliwinski                                                                                                  | PL       | Best Midlength Film                    |
| 2021                              | The Dress                                           | Tadeusz Łysiak | PL       | Best Student Fiction                   |
| 2021                              | May The World Not Carry You                         | Rozalia Las | PL       | Best Student Animation                 |
| 2020                              | Sticker                                             | Georgi M. Unkovski                                                                                                | MK       | Best Fiction                           |
| 2020                              | Danielle                                            | Gareth Warland | SE       | Best Documentary                       |
| 2020                              | My Galactic Twin Galaction                          | Sasha Svirsky | RU       | Best Animation                         |
| 2020                              | The Night Shift                                     | Yordan Petkov, Eddy Schwartz                                                                                      | BG/FR/BE | Best National                          |
| 2020                              | Where is Lotte?                                     | Petra Zopnek | AT       | Best Experimental                      |
| 2020                              | The Lost Scot                                       | Julien Cornwall                                                                                                   | UK       | Best Student Fiction                   |
| 2020                              | Un Diable Dans La Poche                             | Antoine Bonnet, Mathilde Loubes                                                                                   | FR       | Best Student Animation                 |
| 2019                              | Brotherhood                                         | Meryam Joobeur | CA       | Best Fiction                           |
| 2019                              | Lifeboat                                            | Skye Fitzgerald                                                                                                   | USA      | Best Documentary                       |
| 2019                              | He Can't Live Without Cosmos                        | Konstantin Bronzit                                                                                                | RU       | Best Animation                         |
| 2019                              | Task of The Day                                     | Petya Zlateva | BG       | Best National                          |
| 2019                              | Buzz Riot                                           | Rudi van der Marwe                                                                                                | CH       | Best Experimental                      |
| 2019                              | Double D                                            | Fey Lehiane | NL       | Best Student Fiction                   |
| 2019                              | The Kite                                            | Martin Smatana | CZ/PL/SK | Best Student Animation                 |
| 2018                              | Wave                                                | Benjamin Cleary, TJ O'Grady Peyto                                                                                 | IRL      | Best Fiction                           |
| 2018                              | Rakijada- Distillated Village Tales                 | Nikola Ilic | CH/SRB   | Best Documentary                       |
| 2018                              | Confino                                             | Nico Bonomolo | IT       | Best Animation                         |
| 2018                              | Bango Vasil                                         | Milen Vitanov, Vera Trajanova                                                                                     | BG/DE    | Best National                          |
| 2018                              | Shadows                                             | Victoria Karakoleva                                                                                               | BG       | Best Student Fiction                   |
| 2018                              | The Sandman                                         | Lauren Knapp | USA      | Best Student Documentary               |
| 2018                              | Happy End                                           | Jan Saska | CZ       | Best Student Animation                 |
| 2016 - 2017                       | An Ordinary Life                                    | Sonia Rolland | FR       | Best Fiction                           |
| 2016 - 2017                       | Nobody Dies Here                                    | Simon Panay | FR       | Best Documentary                       |
| 2016 - 2017                       | Woolen Cogwheels                                    | Bartosz Kedzierski                                                                                                | PL       | Best Animation                         |
| 2016 - 2017                       | Maybe Tommorow                                      | Martin Iliev | BG/DE    | Best National                          |
| 2015 \| International competition | Solo Rex                                            | François Bierry                                                                                                   | BE       | Best Fiction                           |
| 2015 \| International competition | The Beast                                           | Daina Oniunas-Pusic                                                                                               | PL       | Special Mention in Fiction             |
| 2015 \| International competition | Invisible                                           | Zofia Pregowska                                                                                                   | PL       | Best Documentary                       |
| 2015 \| International competition | Daewit                                              | David Jansen | DE       | Best Animation                         |
| 2015 \| International competition | Patarei Prison                                      | Ricard Carbonell                                                                                                  | ES/EE    | Best Experimental                      |
| 2015 \| National competition      | Parking                                             | Ivaylo Minov | BG       | Best National                          |
| 2015 \| National competition      | Auf Wiedersehen                                     | Eddy Schwartz & Yordan Petkov                                                                                     | BG       | Special Mention in National            |
| 2015 \| National competition      | Grumpy Does Repairs                                 | Radostina Neykova & Sofiya Ilieva                                                                                 | BG       | Special Mention in National            |
| 2015 \| Student's competition     | Such a Landscape                                    | Jagoda Szelc | PL       | Best Fiction                           |
| 2015 \| Student's competition     | The Forgotten                                       | Mauricia Caro | CO       | Special Mention in Fiction             |
| 2015 \| Student's competition     | Last Base                                           | Aslak Danbolt | NO/UK    | Special Mention in Fiction             |
| 2015 \| Student's competition     | Cipriana                                            | Maruani Landa | MX/FR    | Special Mention in Fiction             |
| 2015 \| Student's competition     | Retracing                                           | Merja Hannikainen                                                                                                 | BA/DE    | Best Documentary                       |
| 2015 \| Student's competition     | Invisible                                           | Zofia Pregowska                                                                                                   | PL       | Special Mention in Documentary         |
| 2015 \| Student's competition     | What I Forgot to Say                                | Patrick Buhr | DE       | Best Animation                         |
| 2015 \| Student's competition     | Rubbish                                             | Angella Lipskaya                                                                                                  | RU       | Special Mention in Animation           |
| 2015 \| Student's competition     | The Revolution Hunter                               | Margarida Rego | PT       | Best Experimental                      |
| 2015 \| Student's competition     | Four Domestic Episodes Under a Beautiful Stormy Day | Mariano Leguizamón                                                                                                | AR       | Special Mention in Experimental        |
| 2015 \| Student's competition     | Bandit and The Ram                                  | Alberto Iordanov                                                                                                  | BG       | Best National                          |
| 2014                              | Belinda Beautiful                                   | Marianne Blicher                                                                                                  | DK       | Best International Fiction             |
| 2014                              | Stereo Love                                         | Martin Iliev | BG       | Best Bulgarian Fiction                 |
| 2014                              | The Visit                                           | Matej Bobrik | PL       | Best Documentary                       |
| 2014                              | Choir Tour                                          | Edmunds Jansons                                                                                                   | LV       | Best Animated Film                     |
| 2014                              | Butter Lamp                                         | Hu Wei | CN/FR    | Best Experimental                      |
| 2014                              | Heart of Lead                                       | Slava Doytcheva                                                                                                   | BG/UK    | Euroshorts Special Mention             |
| 2014                              | The Haunted House of Musachevo                      | Emil Denev | BG       | Pitching Technical Support Adward      |
| 2014                              | The House                                           | Yana Titova | BG       | Pitching Grant Gold Bullion            |
| 2014                              | Newton's First Law                                  | Piero Messina | IT       | Special Mention for Cinematography     |
| 2014                              | Butter Lamp                                         | Hu Wei | CN       | Grand Prix Silver Princess             |
| 2014                              | The Way                                             | Max Ksjonda | UA       | Black Sea Competition Special Mention  |
| 2014                              | Lada                                                | Dieter Deswarte                                                                                                   | RU       | Best Black Sea Short                   |
| 2014                              | Abracadafart                                        | Jean-Luc Slock | BE       | Best Animated Film                     |
| 2013                              | Loneliness                                          | Liova Jedlicki | FR/RO    | Grand Prix Silver Princess             |
| 2013                              | Barvalo                                             | Rasmus Kloster Bro                                                                                                | DK       | Best International Fiction             |
| 2013                              | Botev is an Idiot                                   | Deyan Bararev | BG       | Best Bulgarian Fiction                 |
| 2013                              | Dogs                                                | Pedro Pío | CU       | Best Documentary                       |
| 2013                              | The Visitor                                         | George deChev | BG/NL    | Best Animated Film                     |
| 2013                              | Eat                                                 | Moritz Krämer | DE       | Best Experimental                      |
| 2012 \| International competition | The Factory                                         | Aly Muritiba | BR       | Best Fiction                           |
| 2012 \| International competition | One More Time!                                      | Pavlyicheva Nataliya, Ovchinnikova Ekaterina, Okruznova Tatyana, Yakhyaeva Alina, Petrova Elena, Arkhipova Mariya | RU       | Best Animation                         |
| 2012 \| International competition | Machine Man                                         | Roser Corella, Alfonso Moral                                                                                      | ES       | Best Documentary                       |
| 2012 \| International competition | The Night of the Moon Has Many Hours                | Mauricio Arango                                                                                                   | CO/US    | Best Experimental                      |
| 2012 \| National competition      | The Paraffin Prince                                 | Pavel G. Vesnakov                                                                                                 | BG       | Best National                          |
| 2012 \| National competition      | Father                                              | Ivan Bogdanov | BG/HR/DE | Best Animation                         |
| 2012 \| National competition      | Section 59                                          | David Djambazov, Anna Stoeva                                                                                      | BG       | Best Documentary                       |
| 2012 \| National competition      | Rew Day                                             | Svilen Dimitrov                                                                                                   | BG       | Special mention                        |
| 2011                              | Dissection of a Storm                               | Julio Soto Gúrpide                                                                                                | ES       | Best Film                              |
| 2011                              | Mother                                              | Jakub Piatek | PL       | Best Documentary                       |
| 2011                              | The Order Of Things                                 | César Esteban | ES       | Best International                     |
| 2011                              | Trains                                              | Pavel G. Vesnakov                                                                                                 | BG       | Best National                          |
| 2011                              | Danny boy                                           | Marek Skrobecki                                                                                                   | CH       | Best Animated Film                     |
| 2011                              | Her mother's daughters                              | Oonagh Kearney | IE       | Best Experimental                      |
| 2011                              | Oliviero Toscani – The Rage Of Images               | Peter Scharf, Katja Duregger                                                                                      | DE       | Best TV Film                           |
| 2010                              | War                                                 | Paolo Sassanelli                                                                                                  | IT       | Best Fiction                           |
| 2010                              | Thank You Skinhead Girl                             | Sharon Woodward                                                                                                   | UK       | Best Documentary                       |
| 2010                              | Ru                                                  | Florentine Grelier                                                                                                | FR       | Best Animation                         |
| 2010                              | Gardens of Concrete                                 | Genka Shikerova                                                                                                   | BG       | Best TV Film                           |
| 2009                              | Hammerhead                                          | Sam Donovan | UK       | Best Fiction                           |
| 2009                              | Rough Cut                                           | Firouzeh Khosrovani                                                                                               | IR       | Best Documentary                       |
| 2009                              | Three Of Us                                         | Umesh Vinayak Kulkarni                                                                                            | IN       | Best Documentary                       |
| 2009                              | Mrs. G.                                             | Michal Zabka | CZ       | Best Animation                         |
| 2009                              | Bulgaria: The Traces Of Terrorism                   | Kanna Racheva | BG       | Best TV Film                           |
| 2008                              | Friend's Place, Enemy's place                       | Elham Hosseinzadeh                                                                                                | IR       | Best Fiction                           |
| 2008                              | Zohar                                               | Yasmine Novak | IL       | Best Fiction                           |
| 2007                              | The T-shirt                                         | Hossein Martin Fazeli                                                                                             | SK       | Best Fiction                           |
| 2007                              | Sona and her family                                 | Daniela Rusnokova                                                                                                 | SK       | Best Documentary                       |
| 2007                              | T.O.M.                                              | Tom Brown, Daniel Gray                                                                                            | UK       | Best Animation                         |
| 2007                              | A little tiger                                      | Anna-Carin Andersson                                                                                              | SE       | Special Jury Award                     |
| 2006                              | Quick View                                          | Matjaz Ivanisin                                                                                                   | SI       | Grand Prix                             |
| 2006                              | Ousmane                                             | Dyana Gaye | FR/SN    | Best Fiction                           |
| 2006                              | The Intimacy of Strangers                           | Eva Weber | UK       | Best Documentary                       |
| 2006                              | Rabbit                                              | Run Rake | UK       | Best Animation                         |
| 2006                              | Motodrom                                            | Jörg Wagner | DE       | Special Jury Award                     |
| 2005                              | Grief                                               | Daniel Lang | DE       | Best Fiction                           |
| 2005                              | Belgrad Backspin                                    | Anne Misselwitz, Moritz Siebert, Margarete Misselwitz                                                             | DE       | Best Documentary                       |
| 2005                              | Badgered                                            | Sharon Colman | UK       | Best Animation                         |
| 2004                              | America                                             | Sigal Mordechai                                                                                                   | IL       | Grand Prix                             |
| 2004                              | Public / Private                                    | Christoph Behl | AR       | Best Fiction                           |
| 2004                              | Bourgas by Taralezhkov                              | Dimitar Taralezhkov                                                                                               | BG       | Best Documentary                       |
| 2004                              | Brand Spanking                                      | John-Paul Harney                                                                                                  | UK       | Best Animation                         |
| 2003                              | Resurrection                                        | Petar Valchanov                                                                                                   | BG       | Best Fiction                           |